# Janza Károly
Janza Károly (Újpest, 1914. április 11. – Budapest, 2001. június 21.) esztergályos, 1949-től a Magyar Néphadsereg tábornoka. 1951–56 között a honvédelmi miniszter helyettese, 1956-ban rövid ideig honvédelmi miniszter.

## Élete
Az elemi iskola elvégzése után a Ganz Hajógyárban esztergályos lett. 1945-ben a hajógyár üzemi bizottságának lett elnöke, de 1949-ben munkahelyét otthagyva belépett a honvédségbe. A Magyar Néphadsereg hadtápszolgálatának helyettes vezetője, majd tényleges vezetője lett.
1952. november 2-án altábornaggyá léptették elő. 1951. január 27-e és 1956. október 26-a között a honvédelmi miniszter helyettese volt. Október 26-án Bata István lemondatása után őt nevezték ki honvédelmi miniszternek. Igyekezett a felkelőket rávenni a fegyverletételre, nem sok eredménnyel. November 4-én, a szovjet invázió idején a Honvédelmi Minisztériumban tartózkodott és megtiltotta a rendelkezésre álló csapatoknak az ellenállást.
A Magyar Forradalmi Munkás-Paraszt Kormány nyugdíjba küldte. A Münnich-kormány, röviddel hivatalba lépése után, 1958. február 21-én megfosztotta katonai rangjától is.
1990-ben rehabilitálták és visszaadták rendfokozatát.